# 南托特納姆站
南托特納姆站（英語：South Tottenham railway station）是倫敦的一個車站，位於倫敦北部的托特納姆地區。南托特納姆站是倫敦地上鐵的一個車站，位於倫敦第3收費區。車站開通於1871年5月1日。

## 外部連結
- South Tottenham Station in the 1960s on Flickr （页面存档备份，存于）
- 列车时刻表及车站信息：南托特納姆站，来自英国铁路官方网站